# Mónica Arce
Mónica Tamara Arce Castro (Santiago, 2 de marzo de 1986) es una ingeniera logística, activista y política chilena. Desde el 11 de marzo de 2022 ejerce como diputada por el Distrito N°12 de la Región Metropolitana.

## Biografía
Es hija de Sergio Enrique Arce Álvarez y de María Teresa Castro Carranza. Es madre de tres hijos, uno de los cuales es trans. Es integrante de la fundación Alma Libre, que da apoyo a niñas y niños trans junto a sus familias.
Egresó de enseñanza media del Colegio de Adultos Manuel Bulnes en 2004.

#### Carrera política
Para las elecciones parlamentarias de 2021 se presentó como candidata a diputada independiente por el Distrito 12, correspondiente a las comunas de La Florida, La Pintana, Pirque, Puente Alto y San José de Maipo. Compitió como independiente en un cupo del Partido Humanista (PH) dentro del pacto Dignidad Ahora. Obtuvo 1.046 votos, equivalentes a un 0,27 % del total de sufragios válidamente emitidos, siendo electa gracias al gran caudal de votos logrado por Pamela Jiles, quien fue la candidata más votada de todo el distrito.
Asumió el cargo de diputada el 11 de marzo del 2022. Forma parte de las comisiones permanentes de Educación y de Familia. Integra la bancada del Partido por la Democracia e independientes. Por medio de sus redes sociales, Arce anunció su ingreso al Partido Humanista en julio de 2023, luego de que este lograse reconstituirse como partido político ante el Servicio Electoral de Chile.